# 6799 Citfiftythree
6799 Citfiftythree este un asteroid din centura principală de asteroizi.

## Descriere
6799 Citfiftythree este un asteroid din centura principală de asteroizi. A fost descoperit pe 17 mai 1993 la Observatorul Palomar de Eleanor Francis Helin. Asteroidul prezintă o orbită caracterizată de o semiaxă mare de 3,15 ua, o excentricitate de 0,35 și o înclinație de 20,0° în raport cu ecliptica.